# Вайсс, Ян
Ян Вайсс (чеш. Jan Weiss, фамилия также передается как Вайс, Вейс, Вейсс) — чешский писатель-фантаст, один из основоположников чешской научной фантастики.

## Биография
Вайсс родился 10 мая 1892 года в Йилемнице в семье продавца кожи. Потерял мать в возрасте пяти лет. После окончания гимназии в Градец-Кралове (1913) Вайсс отправился в Вену, где поступил на юридический факультет Венского университета, но вскоре был мобилизован — началась Первая мировая война. Вайсс отправился на русский фронт. В 1916 году в Тернополе он попал в плен, был отправлен в лагерь заключенных в Сибирь, где переболел тифом. В 1917 году в лагере ему ампутировали отмороженные пальцы на ногах. В 1919 году вступил в Чехословацкий легион. После окончания войны Вайсс вернулся на Родину через Владивосток и Суэц в феврале 1920 года.
Вайсс поселился в Праге и устроился на работу в Министерство общественных дел. Одновременно активно занимался литературой. В 1928 году Вайсс женился на Ярославе Рашковой, через год у них родилась дочь Яна, тоже ставшая писательницей. В этот период выходит роман-антиутопия «Дом в тысячу этажей» (1929) — самое значимое произведение Вайсса. В 1945 году Вайсс стал почётным гражданином родного города Йилемнице.
В 1957 году посетил СССР. Был награждён «Орденом Труда» Чехословакии (1962). Вайсс скончался 7 марта 1972 года в Праге. Похоронен в Йилемнице.

## Творчество
Начал писать в 1918 году в Житомире. За время нахождения в России написал драму «Пенза», которую закончил в Иркутске. Публиковал свои рассказы с 1924 года, сначала в журналах. Первые серьёзные работы, которые считаются его литературным дебютом, два сборника рассказов «Барак смерти» и «Зеркало, которое опаздывает», были опубликованы в 1927 году. Для творчества Вайсса характерны частые абсурдистские мотивы, обращение ко сну как к сюжетному источнику. По мнению чешского критика Иржи Хаека, Вайсс художественными средствами анализирует сон как одну из форм человеческого бытия и сознания. В 1929 году выходит известнейшее произведение Вайсса — «Дом в тысячу этажей» («Dům o 1000 patrech»), в котором отобразились его взгляды на капитализм и тоталитарные режимы. В этой книге он также предсказал события Второй мировой войны и диктаторские режимы. После этого романа Вайсс издал ещё несколько сборников о Первой мировой войне, а после окончания Второй мировой писал главным образом социальную научную фантастику (вышли сборники «Спутники и звездоплаватели», «Гадание о будущем», роман «Земля внуков»), где описывал светлое будущее. После смерти писателя многие критики считали, что его творчество будет предано забвению, однако после 1989 года Вайсс снова стал популярен.